# Stilpnia cyanoptera
La tangara cabecinegra (Stilpnia cyanoptera), también denominada tangará o tángara encapuchada (en Colombia) o tangara copino (en Venezuela), es una especie de ave paseriforme de la familia Thraupidae, perteneciente al  género Stilpnia, anteriormente situada en Tangara. Algunos autores sostienen que la subespecie S. cyanoptera whitelyi se trata de una especie separada. Es nativa del norte de América del Sur.

## Distribución y hábitat
Se distribuye en el norte de los Andes orientales y en la Sierra Nevada de Santa Marta en Colombia, en la Serranía del Perijá, en la frontera entre Colombia y Venezuela, en los Andes del oeste y en la cordillera de la Costa en Venezuela. La subespecie whitelyi se distribuye en la región de los tepuyes del sur de Venezuela, este de Guyana y extremo norte de Brasil.
Esta especie es considerada localmente común en sus hábitats naturales: los bordes de selvas montanas y de estribaciones, y clareras adyacentes, principalmente entre los 800 y 2000 m de altitud.

## Descripción
Mide 13 cm de longitud, con un peso promedio de 18 g. El macho presenta la cabeza y garganta de color negro y el resto de su cuerpo amarillo paja (algunas veces teñido de verde). Sus alas y cola son negras con márgenes de color azul. La hembra presenta coronilla grisácea, espalda verde sucio, rabadilla amarillo verdoso y lados de la cabeza y garganta gris claro teñido de verde. Su abdomen y flancos son verde amarillo y las alas son parduscas con márgenes verde pálido.

## Alimentación
Se alimenta de frutos e insectos. En cuanto a los frutos ha sido registrada alimentándose de bayas de melastomatáceas y amentos de Cecropia.

## Sistemática

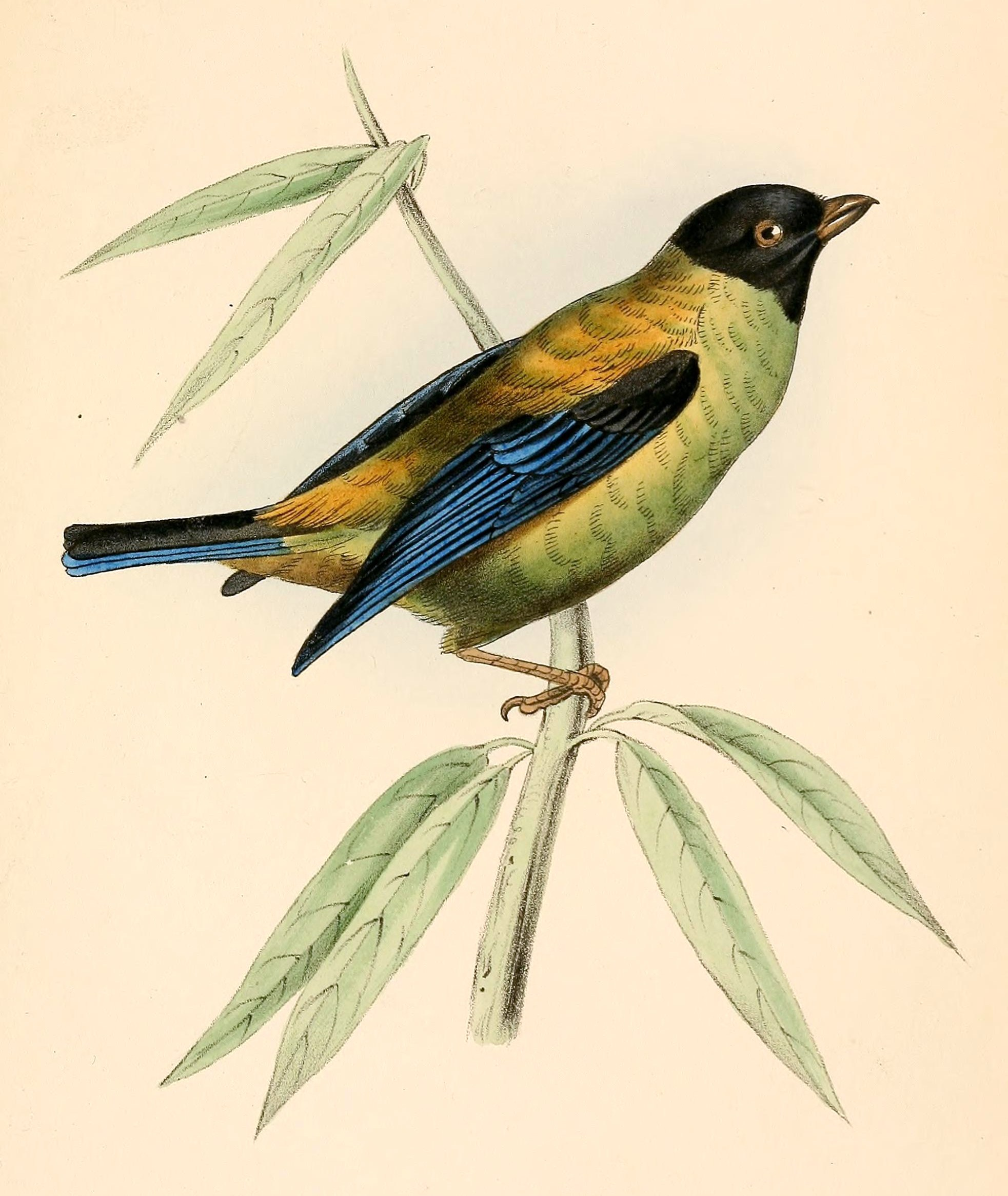
Aglaia cyanoptera = Stilpnia cyanoptera, ilustración de Swainson en A selection of the birds of Brazil and Mexico, 1841.

### Descripción original
La especie S. cyanoptera fue descrita por primera vez por el ornitólogo británico William Swainson en 1834 bajo el nombre científico Aglaia cyanoptera; no fue indicada localidad tipo.

### Etimología
El nombre genérico femenino Stilpnia deriva de la palabra del idioma griego «στιλπνή», forma femenina para el adjetivo «brillante» o «reluciente», aludiendo al brillo que presenta el plumaje de estas especies; y el nombre de la especie «cyanoptera» se compone de las palabras del griego «kuanos»: azul oscuro, y «pteros»: de alas.

### Taxonomía
La presente especie, junto a un grupo numeroso de otras trece especies, fueron tradicionalmente incluidas en un amplio género Tangara, hasta que varias estudios genéticos de la familia Thraupidae permitieron comprobar que formaban un clado separado del aquel género por lo que se propuso su separación en un nuevo género Stilpnia.
El Comité de Clasificación de Sudamérica (SACC), en la propuesta N° 730 parte 20 reconoció el nuevo género, en lo que fue seguido por el Congreso Ornitológico Internacional (IOC) y Clements checklist/eBird.
Otras clasificaciones como Aves del Mundo (HBW) y Birdlife International (BLI) optaron por mantener el género Tangara aún más ampliamente definido. Esto creó un problema para el nombre de la presente especie, ya que la especie Thraupis cyanoptera al ser transferida a Tangara se transforma en un sinónimo con prioridad sobre la presente: Tangara cyanoptera (Vieillot, 1817). La solución encontrada fue adoptar un sinónimo posterior Tangara argentea (Lafresnaye, 1843) para la designação científica de la presente especie.
Las clasificaciones HBW y BLI consideran a la subespecie S. cyanoptera whitelyi, como una especie separada, la tangara capuchinegra Stilpnia whitelyi, con base en diferencias morfológicas de plumaje. Esta separación no es seguida todavía por otras clasificaciones.

### Subespecies
Según las clasificaciones del Congreso Ornitológico Internacional (IOC) y Clements Checklist/eBird v.2019 se reconocen dos subespecies, con su correspondiente distribución geográfica:
- Stilpnia cyanoptera cyanoptera (Swainson, 1834) – montañas del norte de Colombia al norte de Venezuela.
- Stilpnia cyanoptera whitelyi (Salvin y Godman, 1884) – tepuyes del sur de Venezuela hasta Guyana y extremo norte de Brasil (Amazonas y Roraima)